# Japan Chess Association
Die Japan Chess Association (JCA) (japanisch 日本チェス協会, Nihon Chesu Kyōkai) ist die Dachorganisation der Schachspieler in Japan.

## Geschichte
Unter dem Namen Japan Chess Tournament Association (日本チェストーナメント協会, Nihon Chesu Tōnamento Kyōkai) entstand 1967 ein Zusammenschluss von Schachspielern aus ganz Japan. Ziel der Gruppe war es, Japan in der internationalen Schachwelt zu vertreten. Schon im folgenden Jahr wurde dieses Ziel mit der Aufnahme als 75. nationaler Schachverband in den Weltschachbund FIDE erreicht, zu diesem Zeitpunkt bereits unter dem neuen Namen Japan Chess Association.
Nach dem Tod von Yasuji Matsumoto (松本康司), der seit 1974 Vizepräsident, seit 1977 Präsident der JCA gewesen war, übernahm die damalige Generalsekretärin Miyoko Watai 2003 zunächst kommissarisch die Präsidentschaft. Nach Ablauf der vorgesehenen Amtszeit Matsumotos wurden jedoch keine Neuwahlen durchgeführt, so dass Watai dem Verband bis heute als Generalsekretärin und de facto-Präsidentin vorsteht.

## Meisterschaften
Die erste offene japanische Schachmeisterschaft wurde 1968 in Form eines Turniers ausgetragen, dessen Erst- und Zweitplatzierter im Anschluss in einem Wettkampf über vier Partien gegeneinander antraten. In diesem ersten Wettkampf konnte sich Yukio Miyasaka (宮坂幸雄) gegen Eizō Hoshino (星野栄造) durchsetzen.
Ab dem folgenden Jahr war es dann jeweils der Sieger eines Kandidatenturnieres, der den Titelverteidiger herausfordern durfte; das Format des Wettkampfes über vier Partien wurde dabei zunächst beibehalten. 1981 wurde das System grundlegend reformiert, seither wird der Landesmeister in einem in der Regel während der Goldenen Woche ausgetragenen Turnier über 13 bis 14 Runden nach dem Schweizer System ermittelt. An diesem Turnier nehmen 30 bis 36 Spieler teil, die sich in den verschiedenen Regionalmeisterschaften oder durch eine gute Platzierung in großen überregionalen Turnieren dafür qualifiziert haben.
1975 wurde erstmals eine gesonderte Damenmeisterschaft ausgetragen, Siegerin war Miyoko Watai. Von 1980 bis 1995 dominierte Naoko Takemoto (竹本尚子), die bis einschließlich 1984 unter ihrem Geburtsnamen Naoko Takahashi (高橋尚子) antrat, die Meisterschaft. In der Folge wurde die Damenmeisterschaft für mehrere Jahre ausgesetzt und erst 2001 wieder ausgespielt. Nach einer weiteren Pause im Jahr 2002 wurde die Damenmeisterschaft ohne Unterbrechung jedes Jahr ausgetragen, derzeit findet sie in der Regel Anfang August in Form eines Turniers nach dem Schweizer System über sechs Runden statt.
| Jahr | Sieger offene Meisterschaft                                        | Siegerin Damenmeisterschaft               |
| ---- | ------------------------------------------------------------------ | ----------------------------------------- |
| 1968 | Yukio Miyasaka (宮坂幸雄)                                          |                                           |
| 1969 | Yukio Miyasaka (宮坂幸雄)                                          |                                           |
| 1970 | Yukio Miyasaka (宮坂幸雄)                                          |                                           |
| 1971 | Yukio Miyasaka (宮坂幸雄)                                          |                                           |
| 1972 | Yukio Miyasaka (宮坂幸雄)                                          |                                           |
| 1973 | Gentarō Gonda (権田源太郎)                                         |                                           |
| 1974 | Gentarō Gonda (権田源太郎)                                         |                                           |
| 1975 | Kenji Hamada (浜田健嗣)                                            | Miyoko Watai (渡井美代子)                 |
| 1976 | Gentarō Gonda (権田源太郎)                                         | Emiko Nakagawa (中川笑子)                 |
| 1977 | Gentarō Gonda (権田源太郎)                                         | Emiko Nakagawa (中川笑子)                 |
| 1978 | Gentarō Gonda (権田源太郎)                                         | Miyoko Watai (渡井美代子)                 |
| 1979 | Gentarō Gonda (権田源太郎)                                         | Miyoko Watai (渡井美代子)                 |
| 1980 | Gentarō Gonda (権田源太郎)                                         | Naoko Takemoto (竹本尚子)                 |
| 1981 | Kōbun Oda (小田講文)                                               | Naoko Takemoto (竹本尚子)                 |
| 1982 | Kōbun Oda (小田講文)                                               | Naoko Takemoto (竹本尚子)                 |
| 1983 | Hiroyuki Nishimura (西村裕之)                                      | Naoko Takemoto (竹本尚子)                 |
| 1984 | Hiroyuki Nishimura (西村裕之)                                      | Naoko Takemoto (竹本尚子)                 |
| 1985 | Hiroyuki Nishimura (西村裕之)                                      | Naoko Takemoto (竹本尚子)                 |
| 1986 | Gentarō Gonda (権田源太郎) Paul Kuroda (黒田ポール)                | Naoko Takemoto (竹本尚子)                 |
| 1987 | Jacques Marie Pineau                                               | Naoko Takemoto (竹本尚子)                 |
| 1988 | Tomomichi Suzuki (鈴木知道)                                        | Naoko Takemoto (竹本尚子)                 |
| 1989 | Loren Schmidt                                                      | Naoko Takemoto (竹本尚子)                 |
| 1990 | Gentarō Gonda (権田源太郎)                                         | Naoko Takemoto (竹本尚子)                 |
| 1991 | Joselito Sunga                                                     | Naoko Takemoto (竹本尚子)                 |
| 1992 | Mats Andersson                                                     | Naoko Takemoto (竹本尚子)                 |
| 1993 | Domingo Ramos                                                      | Naoko Takemoto (竹本尚子)                 |
| 1994 | Jacques Marie Pineau                                               | Naoko Takemoto (竹本尚子)                 |
| 1995 | Hiroyuki Nishimura (西村裕之)                                      | Naoko Takemoto (竹本尚子)                 |
| 1996 | Domingo Ramos Hiroshi Takemoto (竹本寛) Tomohiko Matsuo (松尾朋彦) | Nicht ausgetragen                         |
| 1997 | Gentarō Gonda (権田源太郎)                                         | Nicht ausgetragen                         |
| 1998 | Gentarō Gonda (権田源太郎)                                         | Nicht ausgetragen                         |
| 1999 | Akira Watanabe (渡辺暁)                                            | Nicht ausgetragen                         |
| 2000 | Akira Watanabe (渡辺暁)                                            | Nicht ausgetragen                         |
| 2001 | Akira Watanabe (渡辺暁)                                            | Nicht ausgetragen                         |
| 2002 | Gentarō Gonda (権田源太郎)                                         | Miyoko Watai (渡井美代子) Kang Guen Guoko |
| 2003 | Simon Bibby                                                        | Nicht ausgetragen                         |
| 2004 | Ryō Shiomi (塩見亮) Kiyotaka Sakai (酒井清隆)                      | Emiko Nakagawa (中川笑子)                 |
| 2005 | Kiyotaka Sakai (酒井清隆)                                          | Melody Garcia                             |
| 2006 | Shinya Kojima (小島慎也)                                           | Haruko Tanaka (田中晴子)                  |
| 2007 | Shinsaku Uesugi (上杉晋作) Shinya Kojima (小島慎也)                | Emiko Nakagawa (中川笑子)                 |
| 2008 | Shinya Kojima (小島慎也)                                           | Emiko Nakagawa (中川笑子)                 |
| 2009 | Sam Collins                                                        | Narumi Uchida (内田成美)                  |
| 2010 | Ryōsuke Nanjō (南條遼介) Shinya Kojima (小島慎也)                  | Narumi Uchida (内田成美)                  |
| 2011 | Ryūji Nakamura (中村龍二) Masahiro Baba (馬場雅裕)                 | Ekaterina Egorova                         |
| 2012 | Ryōsuke Nanjō (南條遼介)                                           | Epiphany Peters                           |
| 2013 | Junta Ikeda (池田惇多)                                             | Narumi Uchida (内田成美)                  |
| 2014 | Ryōsuke Nanjō (南條遼介)                                           | Narumi Uchida (内田成美)                  |
| 2015 | Masahiro Baba (馬場雅裕)                                           |                                           |
| 2016 | Tran Thanh Tu                                                      |                                           |

## Graduierungssystem
Ähnlich wie in den verschiedenen japanischen Kampfkünsten und Kampfsportarten, sowie im Go und im Shōgi, werden von der JCA auch im Schach Dan-Grade verliehen. Anders als etwa im Go sind im Rangsystem der JCA allerdings keine Kyū-Grade vorgesehen.
Üblicherweise werden Dan-Grade beim Erreichen bestimmter Wertungszahlen vergeben, wobei vom 1. bis zum 5. Dan die JCA-Wertungszahl, vom 6. bis zum 10. Dan die FIDE-Elo-Zahl ausschlaggebend ist. Derzeit lauten die Bedingungen für die Vergabe der einzelnen Grade wie folgt:
| Grad    | Bedingung   |
| ------- | ----------- |
| 1. Dan  | 1500 (JCA)  |
| 2. Dan  | 1700 (JCA)  |
| 3. Dan  | 1900 (JCA)  |
| 4. Dan  | 2100 (JCA)  |
| 5. Dan  | 2200 (JCA)  |
| 6. Dan  | 2250 (FIDE) |
| 7. Dan  | 2350 (FIDE) |
| 8. Dan  | 2450 (FIDE) |
| 9. Dan  | 2550 (FIDE) |
| 10. Dan | 2650 (FIDE) |
| Grad    | Bedingung   |
Alternativ können Dan-Grade auch an Träger bestimmter FIDE-Titel verliehen werden. Titelträger aus anderen Landesverbänden, die sich der JCA anschließen, erhalten die entsprechenden Dan-Grade automatisch.
| FIDE-Titel                                | Entsprechender Dan-Grad |
| ----------------------------------------- | ----------------------- |
| Großmeister (GM)                          | 10. Dan                 |
| Großmeisterin der Frauen (WGM)            | 8. Dan                  |
| Internationaler Meister (IM)              | 8. Dan                  |
| Internationale Meisterin der Frauen (WIM) | 6. Dan                  |
| FIDE-Meister (FM)                         | 6. Dan                  |
| FIDE-Meisterin der Frauen (WFM)           | 4. Dan                  |
| Internationaler Schiedsrichter (IA)       | 7. Dan                  |
| FIDE-Titel                                | Entsprechender Dan-Grad |
Auch den Siegern der japanischen Schachmeisterschaften werden Dan-Grade verliehen, sofern sie diese zum betreffenden Zeitpunkte nicht ohnehin innehaben. Einem einmaligen Landesmeister steht demnach der 5. Dan, einem dreimaligen Meister der 6. Dan, einem sechsmaligen Meister der 7. Dan zu.
Neben diesen Möglichkeiten können Dan-Grade für die erfolgreiche Teilnahme an von der JCA veranstalteten Problemturnieren sowie direkt auf Empfehlung des Vorstandes der JCA hin verliehen werden.

## Publikationen
Mit Chess Tsūshin (CHESS通信, „Schach-Nachrichten“) gibt die JCA eine Mitgliederzeitschrift mit Turnierberichten, kommentierten Partien, schachtheoretischen Artikeln, sowie Meldungen aus dem nationalen und internationalen Schach heraus. Die Zeitschrift erscheint zweimonatlich als Loseblattsammlung. Die Redaktion besteht derzeit aus Miyoko Watai und Shinobu Hano.